# پسودرانتموم
پسودرانتموم (نام علمی: Pseuderanthemum) نام یک سرده از خانواده پاخرسیان است.